# 야마네 스즈하
야마네 스즈하(일본어: 山根 涼羽, 2000년 8월 11일 ~ )는 말레이시아의 여성 아이돌 그룹 KLP48의 멤버이다. 효고현 출신.